# Ketos (mytologi)

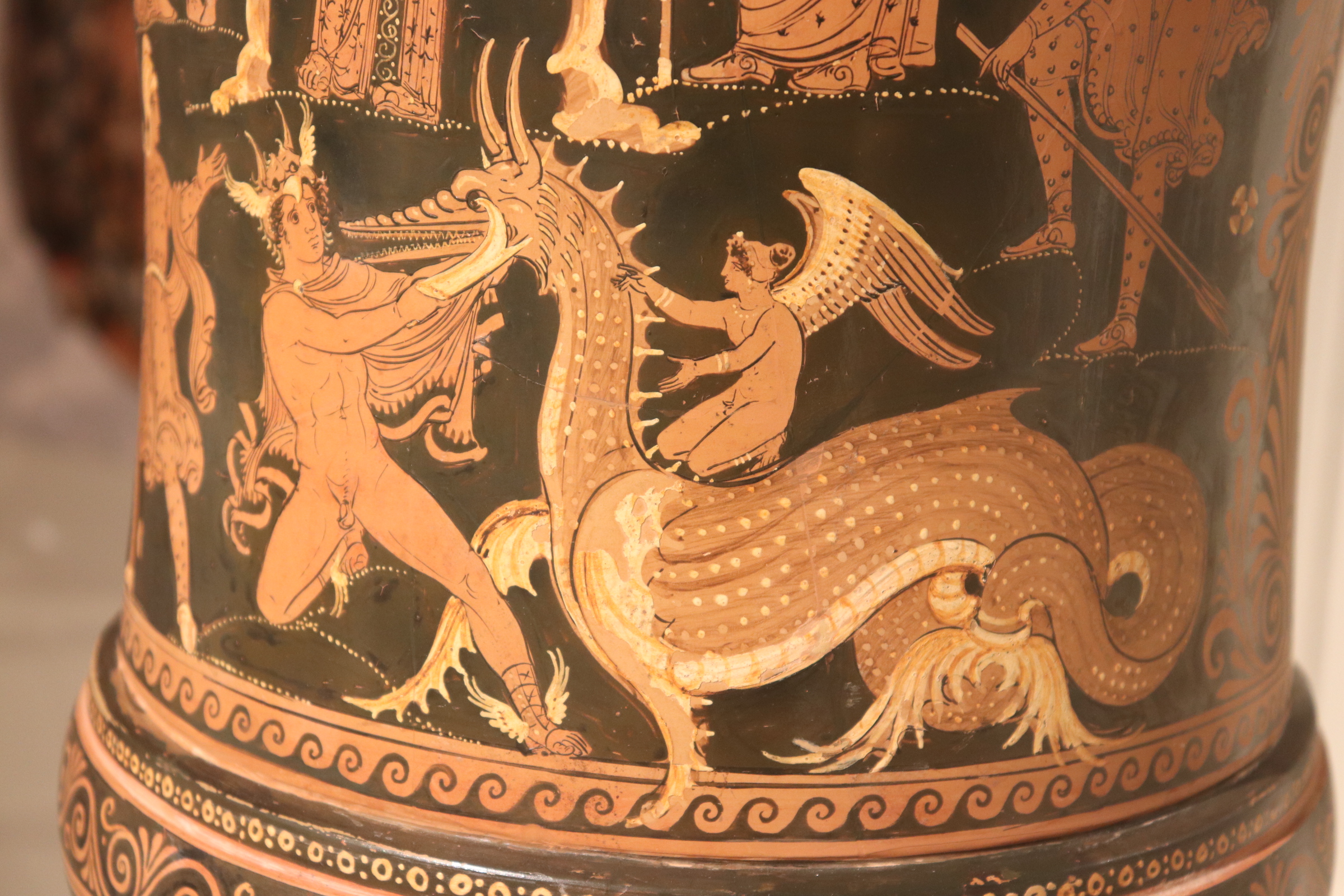
Antikt vasmotiv som avbildar grekiska hjälten Perseus i kamp med en ketos-sjöorm.

Ketos (klassisk grekiska: κῆτος, plural: kete/ketea, κήτη/κήτεα) eller cetus (latiniserad form, ibland uttalat /setus/) är stora havsvidunder inom grekisk mytologi, vanligen avbildade som sjöormar eller dito monster. Enligt mytologin dödade grekiska hjälten Perseus en ketos för att rädda Andromeda från att offras till den.

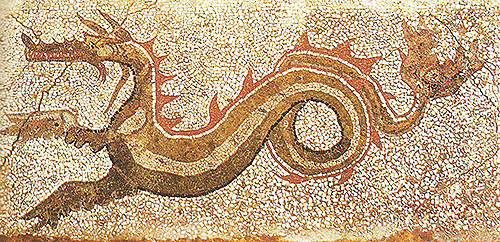
Forngrekisk mosaik i Kaulon av en ketos-sjöorm.
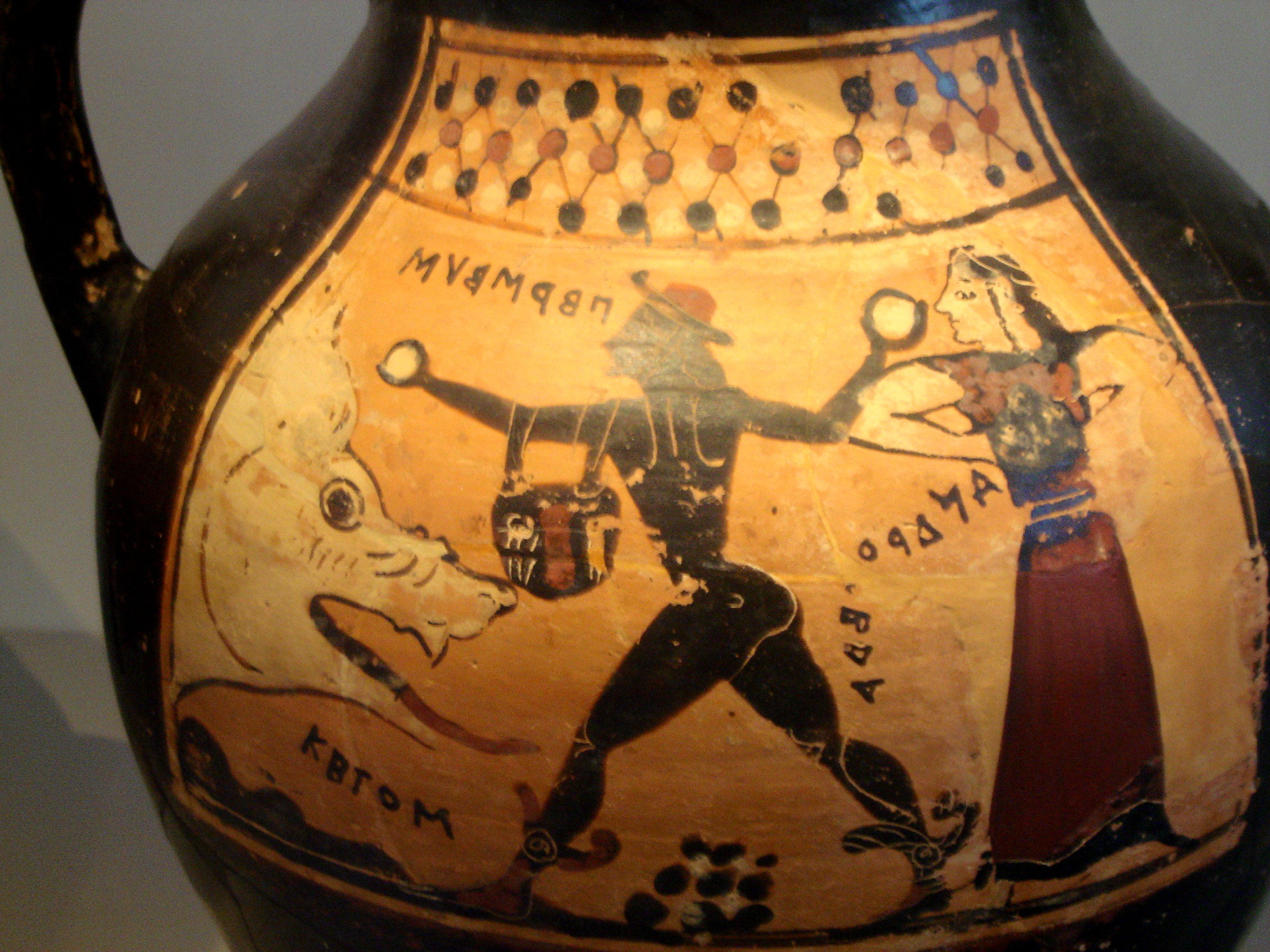
Fornkorintisk vas med Perseus, Andromeda mot ketosen.